# Ligne de Saint-Pol-sur-Ternoise à Étaples
La ligne de Saint-Pol-sur-Ternoise à Étaples est une ligne ferroviaire française non électrifiée à voie unique, reliant la gare de Saint-Pol-sur-Ternoise à celle d'Étaples - Le Touquet.
Elle constitue la ligne no 308 000 du réseau ferré national.

## Histoire
Un décret impérial du 25 juin 1864 déclare d'utilité publique et prescrit la mise en adjudication d'une ligne d'Arras à Étaples avec embranchement sur Béthune.
La ligne est concédée à la Compagnie des chemins de fer du Nord au titre de l'intérêt général, toujours dans le cadre d'un itinéraire « d'Arras à Étaples », par une convention signée entre le ministre des Travaux publics et la compagnie le 22 mai 1869. Cette convention est approuvée par un décret impérial à la même date.
De septembre 2017 jusqu'en décembre 2020, les circulations ferroviaires sont totalement interrompues (la voie étant devenue trop dégradée), le temps de terminer les études puis, surtout, de mener les travaux de régénération de l'infrastructure. Les trains sont alors remplacés par des autocars. Les voies, comprenant les rails, le ballast et les traverses doivent être rénovés, ainsi que les passages à niveau et les quais. Le coût est de 25,8 M€ de Saint-Pol à Béthune et de 51,6 M€ de Saint-Pol à Étaples, financé à 81,5 % par la région Hauts-de-France, le reste par l'État et SNCF Réseau.
Les travaux sont suspendus en mars 2020, dans le contexte de pandémie de Covid-19. Le retard ainsi causé entraîne le report de la réouverture de la ligne, qui, initialement prévue en décembre 2020, a finalement lieu le 26 avril 2021.
En novembre 2023, d'importantes précipitations provoquent l'inondation (par la crue de la Canche) de la ligne à Montreuil-sur-Mer. Cela entraîne sa fermeture jusqu'en mars 2024.

## Vitesses limites

### 2012
Vitesses limites de la ligne en 2012 pour tous les types de trains (les trains de marchandises peuvent posséder des limites plus faibles) :
| De (PK)                           | À (PK)                            | Limite (km/h) |
| --------------------------------- | --------------------------------- | ------------- |
| Saint-Pol-sur-Ternoise            | Hesdin (PK 101,1)                 | 100           |
| Hesdin (PK 101,1)                 | Attin la Paix Faite PL (PK 125,0) | 60            |
| Attin la Paix Faite PL (PK 125,0) | Étaples                           | 100           |

### 2017
En 2017 (lors de sa fermeture), l'ensemble de la ligne était limité à 50 km/h.

### 2021
Après les travaux de rénovation, la vitesse limite est de 100 km/h.

## Dans la littérature
La ligne est décrite, avec la ligne d'Arras à Saint-Pol-sur-Ternoise, dans un récit d'Henri Vincenot de la série des Voyages du professeur Lorgnon, paru dans La Vie du Rail du 8 novembre 1964, sous le titre « Une gageure » ; réédité en ̇1983 et en 2003 aux éditions Omnibus.